# Libido (Jung)
Libido is een term waarmee de Zwitserse psycholoog Carl Gustav Jung verwees naar een psychische energie of levensenergie, dit in tegenstelling tot wat zijn leermeester Sigmund Freud ermee bedoelde (de seksuele driften van een mens).
Het libido is bij Jung de energie die de persoonlijkheid doet functioneren. In tegenstelling tot Freud beperkt hij zich daarbij niet tot seksuele energie: het kan ook begeerte zijn naar drank, voedsel, emoties en dergelijke. Dit libido manifesteert zich in de persoonlijkheid als streven, verlangen en willen. In Jungs visie worden  ervaringen van een persoon, naar analogie met het opnemen van voedsel door het lichaam, opgenomen in de psyche en omgezet in psychische energie. Er is volgens Jung ook sprake van een wisselwerking, waarbij psychische energie wordt omgezet in fysische energie en omgekeerd. Vandaar dat men Jung ook beschouwt als een van de pioniers van de psychosomatische geneeskunde.